# Musculus fibularis brevis
Der Musculus fibularis brevis (lat. für „kurzer Wadenbeinmuskel“), nach älterer Nomenklatur auch Musculus peroneus brevis genannt, ist einer der wadenbeinseitigen Skelettmuskeln des Unterschenkels. Bei den Huftieren ist dieser Muskel nicht ausgebildet. Von seinem Ursprung an der distalen lateralen Fibula zieht er unter dem Außenknöchel entlang auf die seitliche Fußsohlenseite und setzt am fünften Mittelfußknochen (Tuberositas ossis metatarsi V) an. Die Sehne verläuft vor der des Musculus fibularis longus über das Sprunggelenk. Beide Sehnen werden dabei beim Menschen von einer gemeinsamen Sehnenscheide umhüllt. Bei Raubtieren verläuft die Sehne in einer gemeinsamen Sehnenscheide mit der des Musculus extensor digitorum lateralis der Hintergliedmaße.
Die Aufgaben des Musculus fibularis brevis sind Plantarflexion (Ausstrecken nach unten) und Pronation im Sprunggelenk.

## Bildgalerie

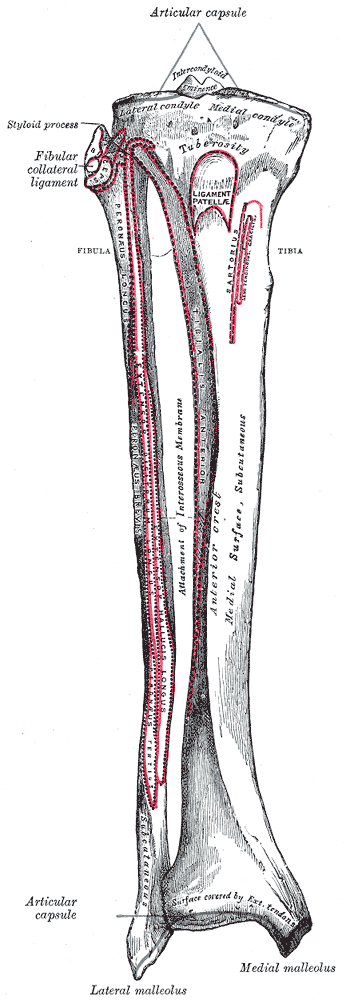
Knochen des rechten Beines, Vorderansicht
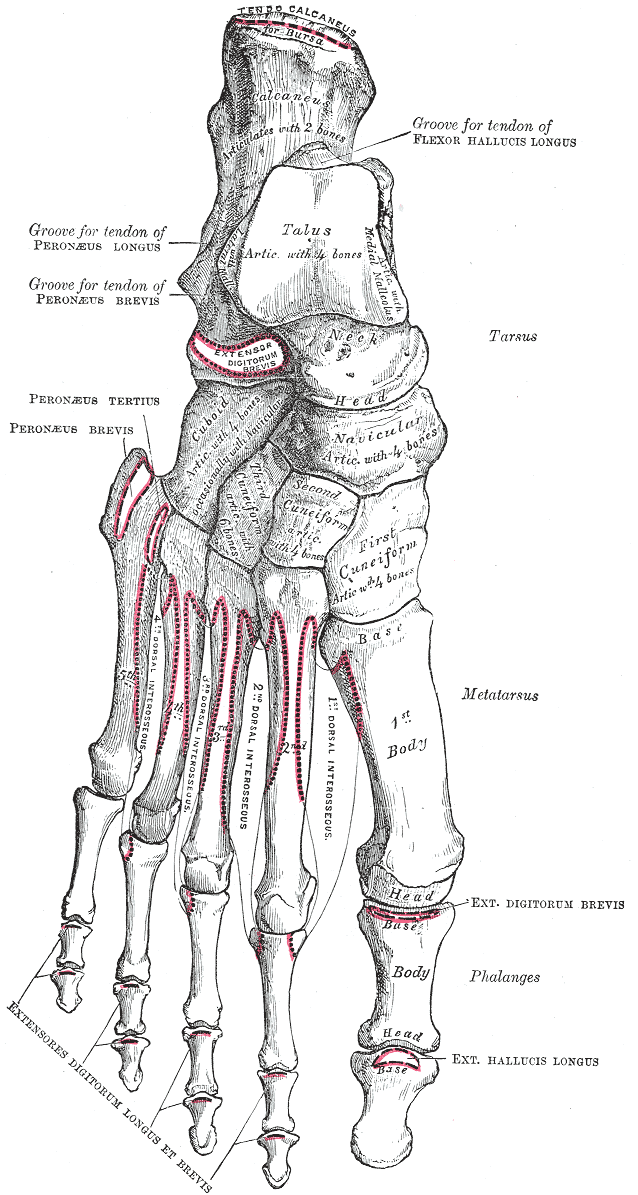
Knochen des rechten Fußes, Sicht auf den Fußrücken
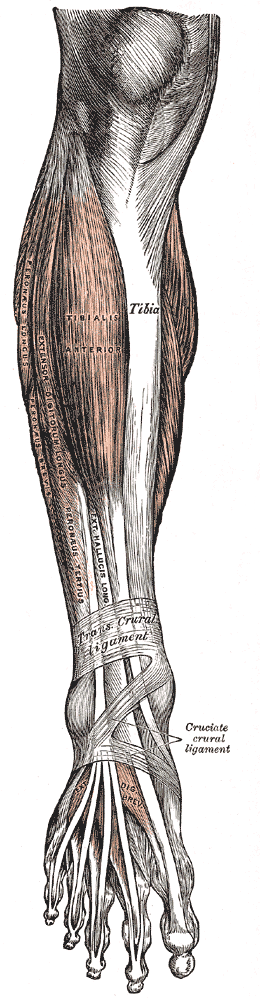
Muskeln des Beines von vorn
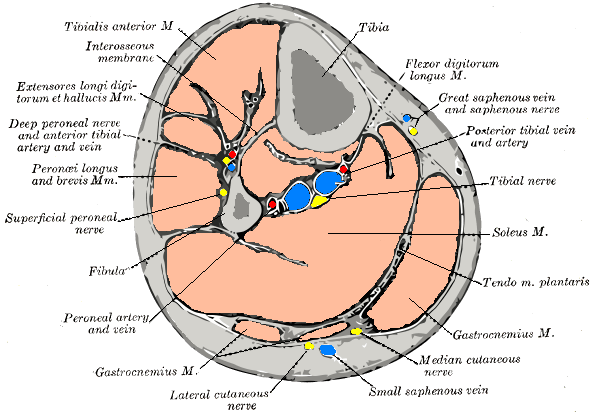
Schnitt quer durch die Mitte des Unterschenkels
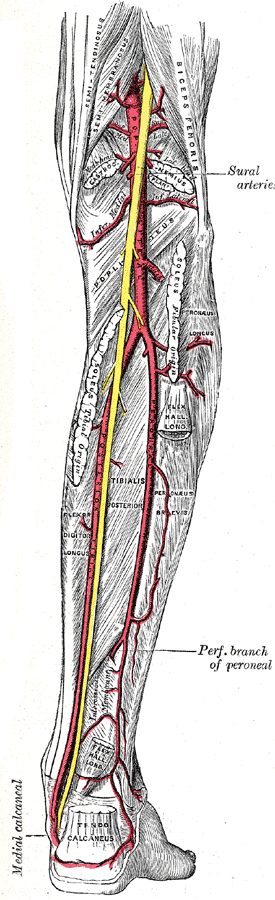
Arteria poplitea (Kniekehlarterie), Arteria tibialis posterior (hintere Schienbeinarterie) und Arteria fibularis (Wadenbeinarterie)